# Edward Hajduk
Edward Hajduk (ur. 27 listopada 1932 we wsi Gnieździska, zm. 9 marca 2014 w Zielonej Górze) – polski socjolog, dr hab., profesor zwyczajny Wydziału Studiów Społecznych w Poznaniu Wyższej Szkoły Bezpieczeństwa w Poznaniu.

## Życiorys
Odbył studia filozoficzne i socjologiczne na Wydziale Filozofii Uniwersytetu Warszawskiego, w 1982 uzyskał doktorat za pracę dotyczącą procesu uspołecznienia kandydatów do zawodu nauczycielskiego, w 1982 habilitował się na podstawie pracy zatytułowanej Przemiany społecznej osobowości studentów. 14 kwietnia 1997 nadano mu tytuł profesora w zakresie nauk humanistycznych.
Pracował w Instytucie Pedagogiki Społecznej na Wydziale Nauk Pedagogicznych i Społecznych Uniwersytetu Zielonogórskiego, na Wydziale Socjologii Wyższej Szkole Menedżerskiej w Legnicy, Łużyckiej Wyższej Szkole Humanistycznej im. Jana Benedykta Solfy w Żarach, oraz w Instytucie Pedagogiki na Wydziale Nauk Historycznych i Pedagogicznych Uniwersytetu Wrocławskiego.
Był profesorem zwyczajnym Wydziału Studiów Społecznych w Poznaniu Wyższej Szkoły Bezpieczeństwa w Poznaniu i dziekanem na Wydziale Socjologii Wyższej Szkole Menedżerskiej w Legnicy, oraz na Wydziale Nauk Pedagogicznych i Społecznych Uniwersytetu Zielonogórskiego.

## Odznaczenia i wyróżnienia
- Krzyż Kawalerski Orderu Odrodzenia Polski[1]
- Medal Komisji Edukacji Narodowej[1]
- Złoty Krzyż Zasługi[1]
- Srebrny Krzyż im. Janka Krasickiego[1]
- Honorowa Odznaka „Zasłużony dla Ziemi Lubuskiej”[1]
- Nagrody Rektora WSP[1]